# 麥卡勒姆山
71°1′S 162°45′E / 71.017°S 162.750°E
麥卡勒姆山（英語：Mount McCallum），是的山峰，位於維多利亞地的彭內爾海岸，處於馬威克山西北面，屬於鮑爾斯山脈中探險者山脈的一部分，海拔高度約2,200米，現時由南極條約體系管理。山峰取名源自一名在南極洲工作的纽西兰科学家兼登山者的名字，G. McCallum。